# Lygosoma koratense
Lygosoma koratense är en ödleart som beskrevs av Smith 1917. Lygosoma koratense ingår i släktet Lygosoma och familjen skinkar. IUCN kategoriserar arten globalt som livskraftig. Inga underarter finns listade i Catalogue of Life.